# Lucius Annaeus Seneca
Lucius Annaeus Seneca (Córdoba (Spanje), ± 4 v.Chr. - bij Rome, 65 n.Chr.) was een Romeins schrijver en stoïcijns filosoof, die een belangrijke positie in het Rome ten tijde van keizer Nero bekleedde. Deze Seneca staat ook bekend als Seneca minor (Seneca de jongere), om hem te onderscheiden van zijn vader, Seneca Maior (Seneca de oudere), de redenaar.
Na een voorspoedige carrière in Rome werd hij verbannen naar Corsica door keizer Claudius, waaruit hij na acht jaar werd teruggeroepen. Daarna belandde hij in het centrum van de macht, het hof van Nero. Hij hoopte hier een goede invloed te kunnen uitoefenen, hetgeen de eerste jaren ook lukte, maar daarna kwam de teleurstelling: de jonge Nero ontpopte zich tot de Nero zoals de geschiedenis hem kent, een man die geestelijk niet helemaal in orde was en gruwelijke dingen heeft gedaan. Seneca trok zich terug uit het politieke leven, in de hoop nog te ontsnappen aan Nero's waanzin. Een paar jaar later werd hij toch, door Nero, gedwongen tot zelfmoord.
Parallel hieraan loopt zijn carrière als schrijver. Zijn werk is niet de neerslag van zijn leven, maar wordt er wel door gevoed. Een belangrijke rol speelt de individuele autonomie, de innerlijke vrijheid. Dit werk, waarin de stoïsche filosofie wordt toegepast op de praktijk van het leven, culmineert in de Brieven aan Lucilius die hij aan het einde van zijn leven schreef.

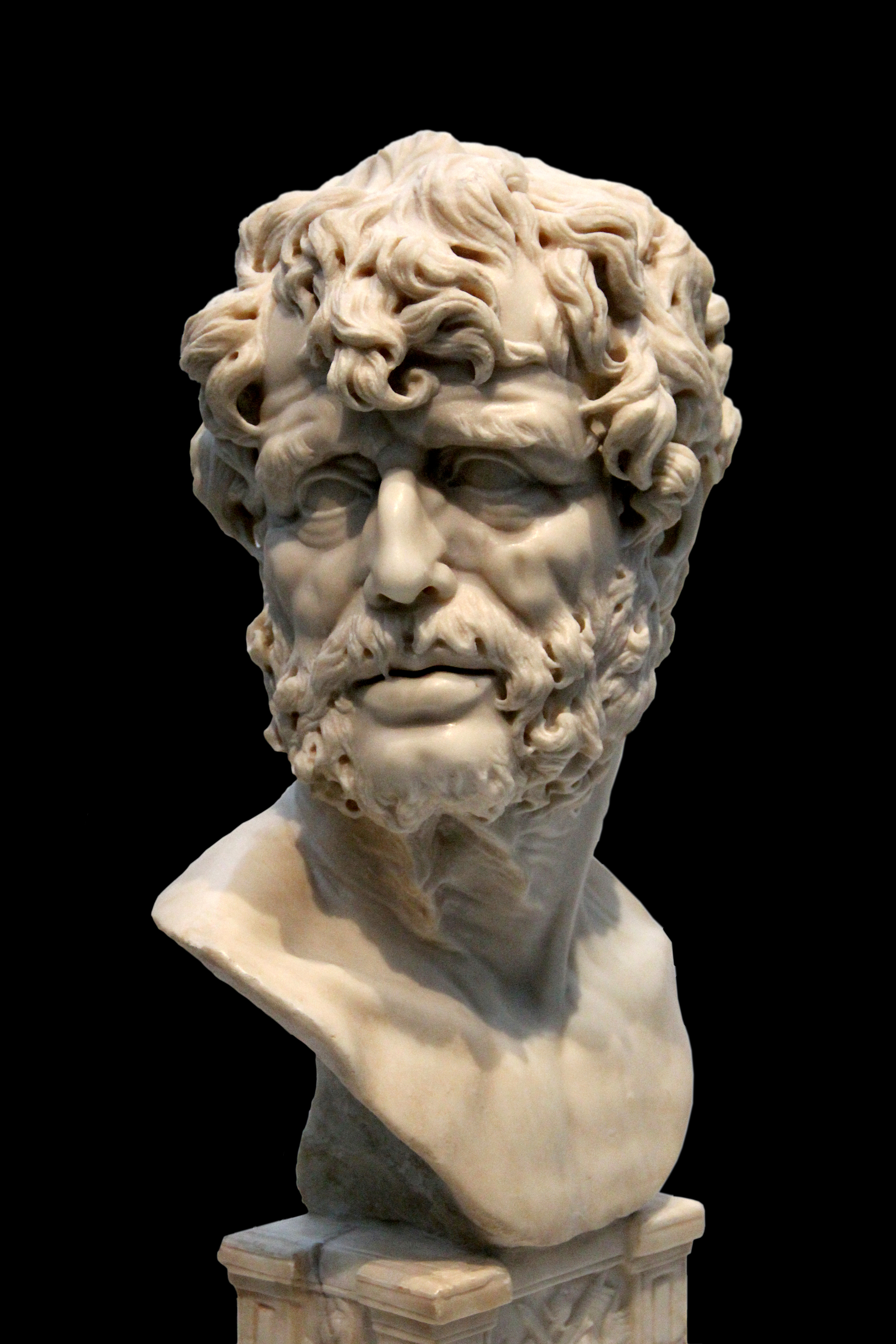
Marmeren Borstbeeld van Seneca, anonieme beeldhouwkunst van de 17e eeuw, Museo Nacional del Prado

## Leven

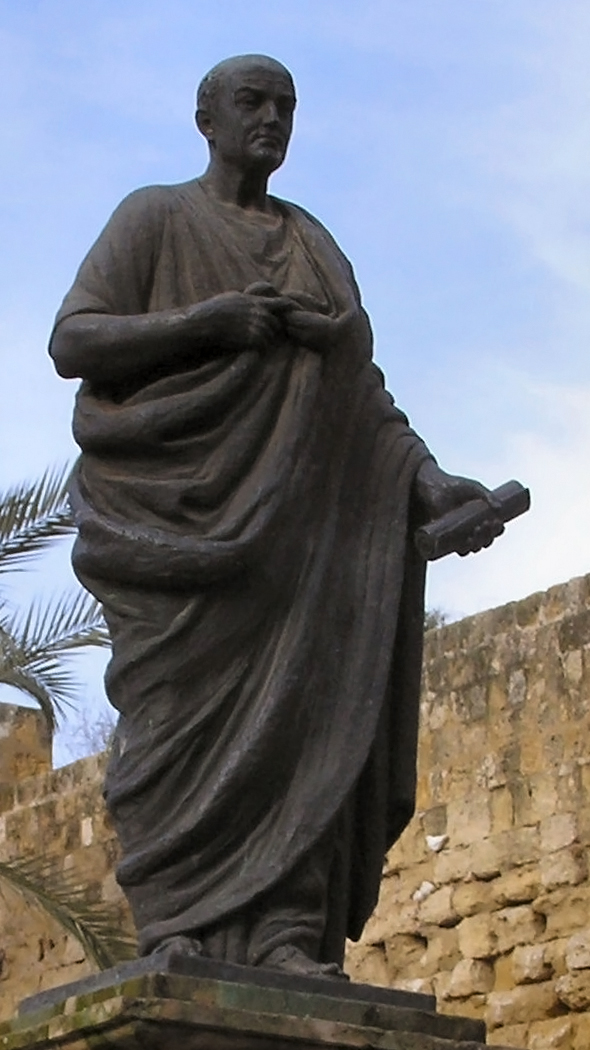
Standbeeld van Seneca te Córdoba, Spanje, zijn geboorteplaats

Seneca's leven is slechts in hoofdlijnen bekend. Hij werd geboren te Córdoba (Spanje) als zoon van Seneca de Oudere, een bekend redenaar. Hij had twee broers, van wie er één, Gallio, landvoogd van Achaea was en wordt genoemd in Handelingen  18:12-17, de andere was de vader van de dichter Lucanus. Seneca is op jonge leeftijd voor zijn opleiding naar Rome gekomen. Daar kreeg hij het bedoelde onderwijs in de retorica, maar echt gegrepen werd hij door de filosofie, iets waar zijn vader niet enthousiast over was. Seneca vertelt onder andere over de Pythagoreër Sotion en de stoïsche filosofen Attalus en Sextius. Hierdoor aangezet veranderde hij zijn leven; een tijd lang leidde hij een extreem sober leven, zozeer zelfs dat het zijn gezondheid in gevaar bracht. Hij heeft aanvechtingen tot zelfmoord gekend, maar hij zag hiervan af uit consideratie voor zijn vader.
Seneca was zeer belezen en had zich verdiept in de details van de stoïsche filosofie, maar ook van andere filosofische scholen. Daarnaast kende hij de Latijnse dichters goed (hij citeert Vergilius zeer vaak) alsook het werk van Cicero. Het feit dat Seneca in het Latijn schreef, geeft aan dat hij specifieke literaire ambities had: ook in zijn tijd nog was het voor een filosoof gebruikelijker zich van het Grieks te bedienen.
Zijn gezondheid is altijd precair geweest (hij leed onder meer aan astma). Waarschijnlijk was het ook in verband met zijn gezondheid dat hij vóór het jaar 31 een paar jaar in Egypte heeft doorgebracht. Na zijn terugkeer uit Egypte maakte hij snel carrière en werd een bekend redenaar, zozeer dat de toenmalige keizer Caligula, naar verluidt, jaloers was op zijn successen. Na de troonsbestijging van Claudius is Seneca op instigatie van Messalina naar (de Romeinse provincie) Corsica verbannen. Deze verbanning duurde van 41 tot 48. Over deze periode in Corsica is inhoudelijk niet veel bekend, reden waarom in levensbeschrijvingen deze periode meestal snel wordt afgedaan. Wel is bekend dat hij vanuit Corsica een open brief gericht heeft aan Polybius, iemand met invloed bij keizer Claudius, waarvan de bedoeling was dat deze bij de keizer zou gaan lobbyen voor zijn terugroeping. Ook schreef hij hier de Consolatio ad Helviam matrem, een troostschrift gericht aan zijn moeder Helvia, die hem nu moest missen.

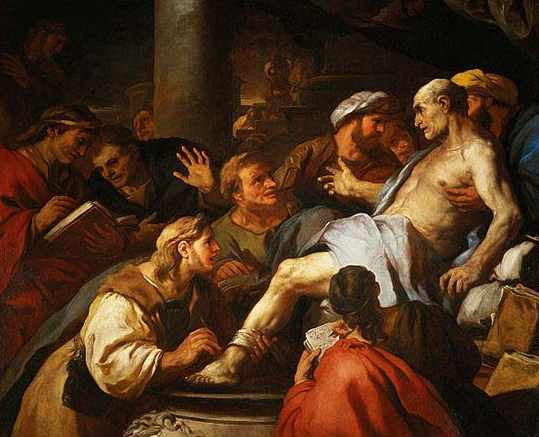
Schilderij De dood van Seneca door Luca Giordano (1684), Louvre

Door toedoen van Agrippina werd hij in 49 teruggeroepen en aangesteld als opvoeder van haar zoon, de jonge Nero. Hiermee beoogde zij de publieke opinie gunstig te stemmen; een teken dat Seneca ondanks zijn lange afwezigheid uit Rome nog steeds een bekende naam had. Seneca werd nu een van de aanzienlijkste, invloedrijkste en vermogendste Romeinen. Toen Nero in 54 op 16-jarige leeftijd keizer werd, had Seneca samen met Burrus gedurende de eerste vijf jaren feitelijk het bestuur van het Imperium in handen. Dit zijn de jaren van het zogenaamde Quinquennium Neronis, een periode die bekendstaat als een van de voorspoedigste uit de Romeinse keizertijd. Seneca heeft waarschijnlijk lang gedacht met Nero een einde te kunnen maken aan de serie van slechte keizers (de late Tiberius, Caligula, Claudius). Langzaamaan echter, met het ouder en zelfstandiger worden van Nero, nam zijn invloed af, en na de dood van Burrus was er geen houden meer aan. Seneca viel in ongenade; hij trok zich terug uit het publieke leven, en werd in 65 tot zelfmoord gedwongen, ditmaal op beschuldiging van deelname aan Piso's samenzwering tegen Nero. Het is niet bekend of hij hier ook daadwerkelijk aan had deelgenomen. Tacitus heeft op dramatische wijze beschreven hoe Seneca, in aanwezigheid van vrienden en zijn vrouw Paulina, op een manier de Stoa waardig, een einde aan zijn leven maakte.

## Filosofie

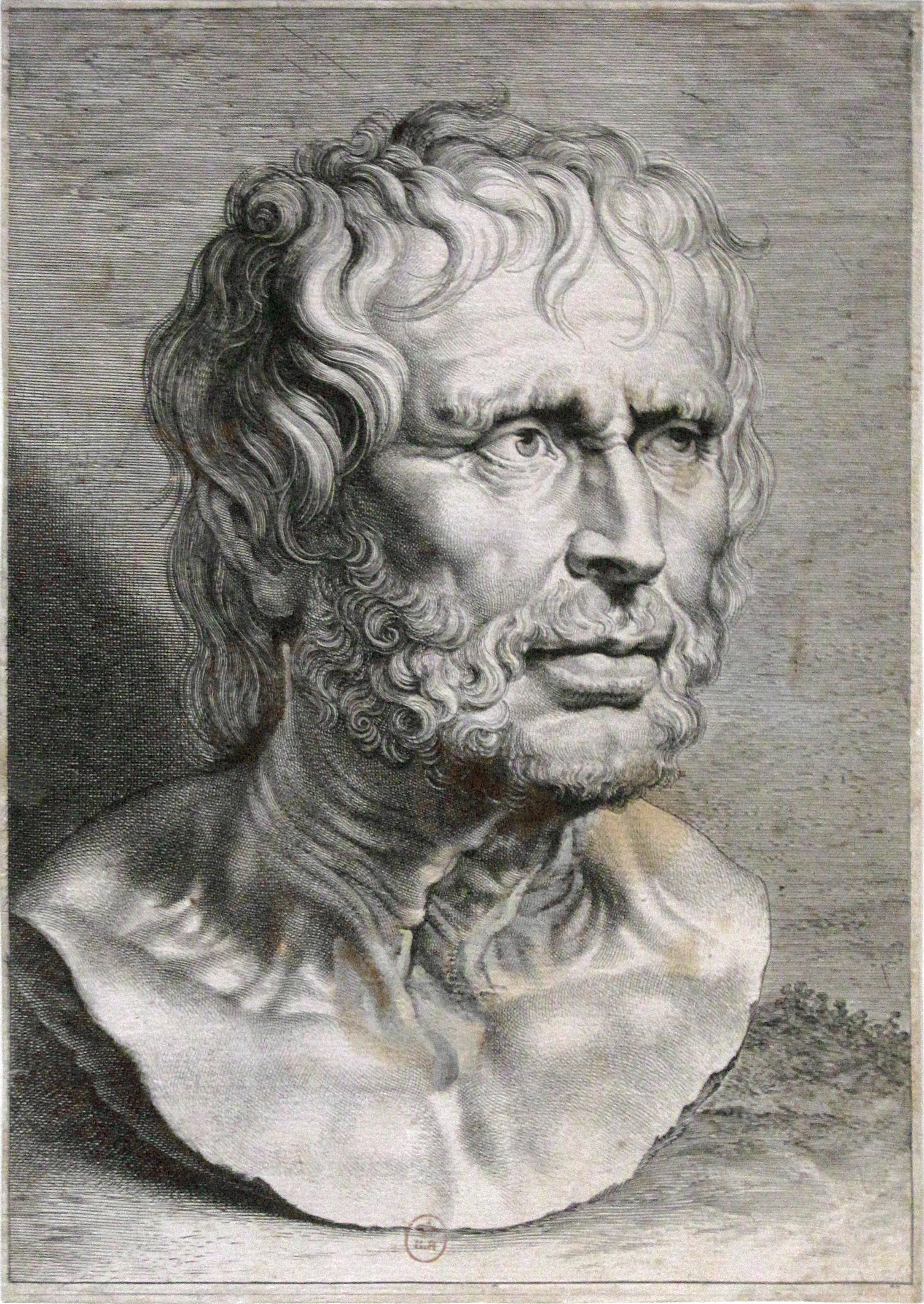
Portret van Seneca naar de antieke "de Pseudo-Seneca" (1638) door Lucas Vorsterman

Seneca's filosofie kent geen eigen systeem dat men vervolgens kort samengevat kan weergeven. Men zou hem het best als moralist kunnen karakteriseren, ware het niet dat deze term in het Nederlands de zwaar negatieve connotatie van zedenprediker heeft. In zijn eigen ogen is wat hij doet het toepassen van de overgeleverde stoïsche filosofie op de praktijk van het leven. Zoals hij schrijft in de 64e brief: "Stel dat ons geneesmiddelen overgeleverd waren, waarmee ogen behandeld kunnen worden: dan hoef ik geen andere meer te zoeken, maar ze dienen toegepast te worden op de kwalen en aangepast aan de omstandigheden. (...) Geneesmiddelen voor de ziel zijn al door de ouden uitgevonden; maar het is aan ons te bepalen hoe ze toe te passen en wanneer." Hiermee is ook aangegeven waarom wij de filosofie nodig hebben: om ons te genezen, 'beter te maken'. Een van die geneesmiddelen is het je niet laten leiden door emoties; een mens moet de vrijheid behouden om zelf (dat wil zeggen zijn rede) te kunnen beslissen wat hij doet. Hiertoe draagt ook bij zich niet te laten leiden door wat anderen van ons vinden. Verder hoort hier het loskomen van de angst voor de dood bij. Men kan alleen goed met het leven omgaan als men niet bang is het te verliezen. Algemener gesteld geldt dit voor alle bezit. Eén en ander is 'urgent', al is vrijwel niemand zich hiervan bewust. Het is toch vreemd: wanneer wij ziek zijn, laten we al het andere varen en hebben we als hoogste prioriteit beter te worden; maar met onze geestelijke ziekte doen we dat niet? Dat komt doordat bij dit soort ziekte een deel van de kwaal is dat we niet in de gaten hebben dat we ziek zijn.
De mens moet in harmonie met de natuur leven. Voor 'natuur' gebruikt Seneca ook de termen 'god' of 'goden'. In zijn brief 41 gaat hij tamelijk ver in de richting van een persoonlijke god. Elders (brief 53, 11) zegt hij dat de wijze godgelijk is, of eigenlijk nog boven de goden staat, omdat het eigen verdienste van de wijze is als hij zich ontdaan heeft van vrees, terwijl de goden dit van nature hebben meegekregen.
Er valt een tweespalt waar te nemen in Seneca's karakter: enerzijds een drang tot publiek en sociaal optreden; anderzijds een hang naar afzondering, meditatie en schrijven. Binnen dit laatste lijkt zijn wetenschappelijke nieuwsgierigheid weer strijdig met het feit dat hij deze feitelijk afkeurt en als niet echt relevant beschouwt. Dit valt waarschijnlijk hierdoor te verklaren dat levensfilosofische beschouwingen niet de dag kunnen en hoeven te vullen. Daarom houdt hij zich bezig met natuurwetenschap, zonder dat dat wezenlijk is, dus als intellectuele hobby. Zo blijkt hij ook op de hoogte van de filologie van zijn tijd, al verwerpt hij elders het feit dat voor velen de filosofie is verworden tot filologie. Seneca benadrukt herhaaldelijk de waarde van vriendschap, bijvoorbeeld in zijn 6e brief aan Lucilius, terwijl hij de 63e brief beschrijft hoe hij "onmatig gehuild" heeft om het overlijden van zijn vriend Serenus.
Eenzaamheid en sociaal verkeer dienen onderling afgewisseld worden: de eerste roept bij ons het verlangen naar anderen wakker, de laatste die naar ons zelf, zodat kruiselings de ene geneesmiddel is voor de andere. De eenzaamheid geneest de afkeer van de mensenmassa, de massa de afkeer van het alleen zijn.— De Tranquillitate Animi XVII,3
Karl Büchner spreekt over een 'verinnerlijkte' Stoa bij Seneca.

## Werk
Een groot deel van Seneca's werk is verloren gegaan. Bewaard zijn:

### Proza

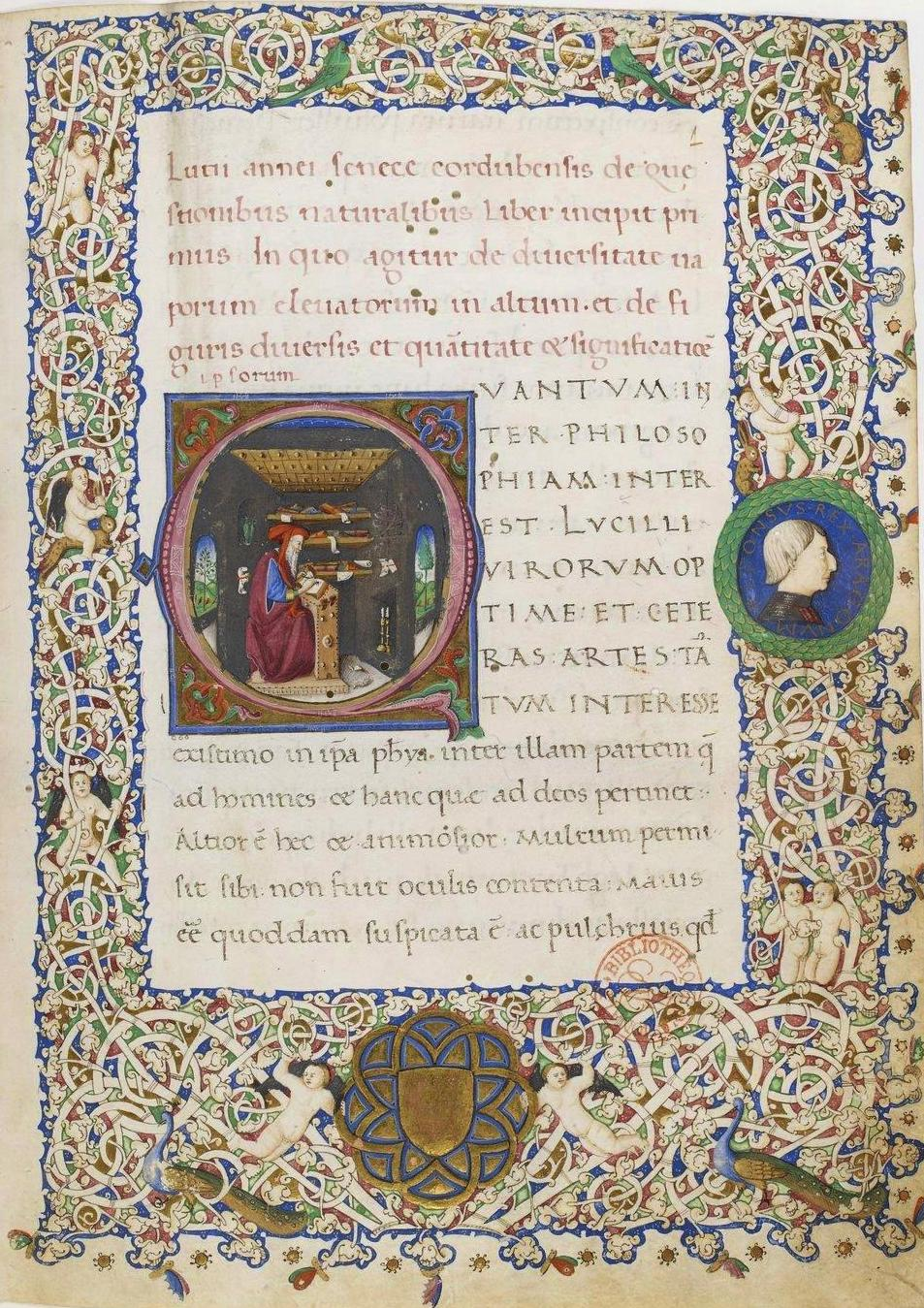
Questiones Naturales

- Quaestiones naturales (Vraagstukken betreffende de natuur): in dit werk, geschreven aan het einde van zijn leven, geeft Seneca blijk van zijn natuurwetenschappelijke interesses. Het is geen verslag van eigen onderzoek, aangezien hij sterk leunt op Posidonius.
- Dialogi (moraalfilosofische diatriben):
  - De ira (Over de woede; 41?) Het Latijnse ira staat hier voor meer dan alleen woede; ook langdurigere woedes, die wij wreedheid, rancune of ressentiment zouden noemen, komen aan bod. Men treft hierin Caligula's motto Oderint dum metuant aan (Ze mogen me haten, zolang ze maar bang voor me zijn); Caligula dient als voorbeeld bij uitstek van de slechte gevolgen van de ira.
  - De brevitate vitae (49) is een niet-technische, niet specifiek stoïsche aansporing tot filosoferen. Wat te doen om het gevoel van de zinloosheid van het bestaan te bestrijden? De filosofie kan ons leven zin geven, door ons boven het alledaagse uit te laten stijgen. Vgl. zoals wij tegenwoordig zouden zeggen dat kunst het leven zin kan geven.
  - In De vita beata (±58) neemt Seneca stelling tegen de opvatting van zowel Aristoteles als Epicurus omtrent het menselijk geluk. "Iedereen wil gelukkig leven, beste broer Gallio, maar het uitzicht op wat een leven gelukkig maakt is verduisterd; en als men er een verkeerde visie op heeft, verwijdert men zich in volle vaart van het geluk." Tevens bevat dit werk een (persoonlijke) verdediging van Seneca tegen beschuldigingen geuit jegens filosofen, als zou hun leven niet in overeenstemming zijn met hun leer, waarbij met name op (Seneca's) rijkdom werd gedoeld.
  - De otio (Over de vrije tijd; datering betwist) kan men lezen als een rechtvaardiging van Seneca's beslissing zich uit het openbare leven terug te trekken.
  - De constantia sapientis (Over de gelijkmoedigheid van de wijze). Mogelijk was de echte titel van dit werk: Nec iniuriam nec contumeliam accipere sapientem, een titel die in ieder geval de inhoud beter weergeeft: de wijze is ontvankelijk noch voor onrecht noch voor beledigingen. Gericht aan Serenus, die hier nog geen Stoïcijn is. Verder niet goed te dateren.

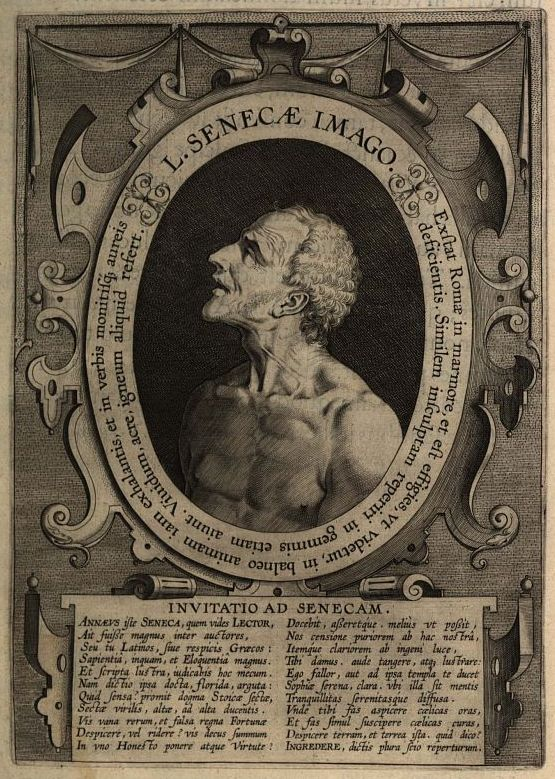
Portret van Seneca de jongere door Theodore Galle in: Opera, qvæ exstant omnia (1605), gevonden in: Universiteitsbibliotheek Gent - Boekentoren Acc.013330

  - Portret van Seneca de jongere door Theodore Galle in: Opera, qvæ exstant omnia (1605), gevonden in: Universiteitsbibliotheek Gent -  Boekentoren Acc.013330De tranquillitate animi (De gemoedsrust; gericht aan dezelfde Serenus, die hier inmiddels Stoïcijn is. Dit werk zal dus na het voorafgaande geschreven zijn.) Serenus doet zijn beklag aan Seneca over de geestelijke onrust die hij voelt. Hij verlangt sterk terug naar alles wat hij zich ontzegd heeft, en heeft het gevoel niet deelachtig te zijn geworden aan hetgeen de filosofie belooft. Seneca geeft hem advies als een psycholoog/arts, analyseert Serenus' lusteloosheid en verveling, en bemoedigt hem onder andere door te wijzen op Democritus' euthumia, de gemoedsrust.
  - De providentia (Over de voorzienigheid; datum niet te bepalen) behandelt een deel van het probleem van de theodicee: waarom worden rechtvaardige mensen met rampen geconfronteerd? De antwoorden van Seneca lijken enigszins tegenstrijdig: enerzijds worden deze rechtvaardigen opzettelijk op de proef gesteld, anderzijds vormen deze 'rampen' objectief genomen helemaal geen kwaad. Verder staat de deur altijd open: zelfmoord is altijd mogelijk, het is zo gedaan: sterven kost minder tijd dan geboren worden.
- De clementia (Over de mildheid): dit werk uit ±56, dus vlak na Nero's troonsbestijging, was deels bedoeld om het Romeinse publiek te tonen dat het principaat een goede staatsvorm kan zijn (iets nieuws in de Latijnse literatuur) onder een goede keizer. Daarnaast benadrukt het geschrift het belang van de clementia (mildheid, toegevendheid) voor Nero, waarmee men het werk kan rubriceren als een vorstenspiegel. Dit werk is door de jonge Calvijn uitvoerig becommentarieerd.
- De beneficiis (Over de weldaden, na 60): een geschrift over het verlenen van diensten en gunsten, en de daaraan gekoppelde verplichtingen. Dit werk is sterk geworteld in de (bovenlaag van de) Romeinse maatschappij en de daar heersende zeden en gewoonten.
- Epistulae Morales ad Lucilium (Morele brieven aan Lucilius) behandelen allerlei algemeen-menselijke thema's, waarbij duidelijk is dat er iemand spreekt uit eigen (levens)ervaring. Seneca verheft zich boven roddels of politieke nieuwtjes, in bewuste tegenstelling tot wat Cicero doet in zijn brieven.[9] Ook gebruikt hij de brieven niet als uitlaatklep voor eigen besognes, maar toch zijn deze brieven zeer persoonlijk. Aan de hand van veel voorbeelden licht hij zijn opvattingen toe. Deze brieven stammen uit een tijd van ver voor de moderne psychiatrie, en nemen daarom erfelijke invloeden, of invloeden ondergaan tijdens de vroege jeugd, die voor ons gedragsafwijkingen deels kunnen verklaren, niet in beschouwing. Volgens Seneca kan iedereen zijn eigen persoon geheel vormen, iets wat hij aanspoort te doen, met het oog op ieders persoonlijk geluk.

### Poëzie

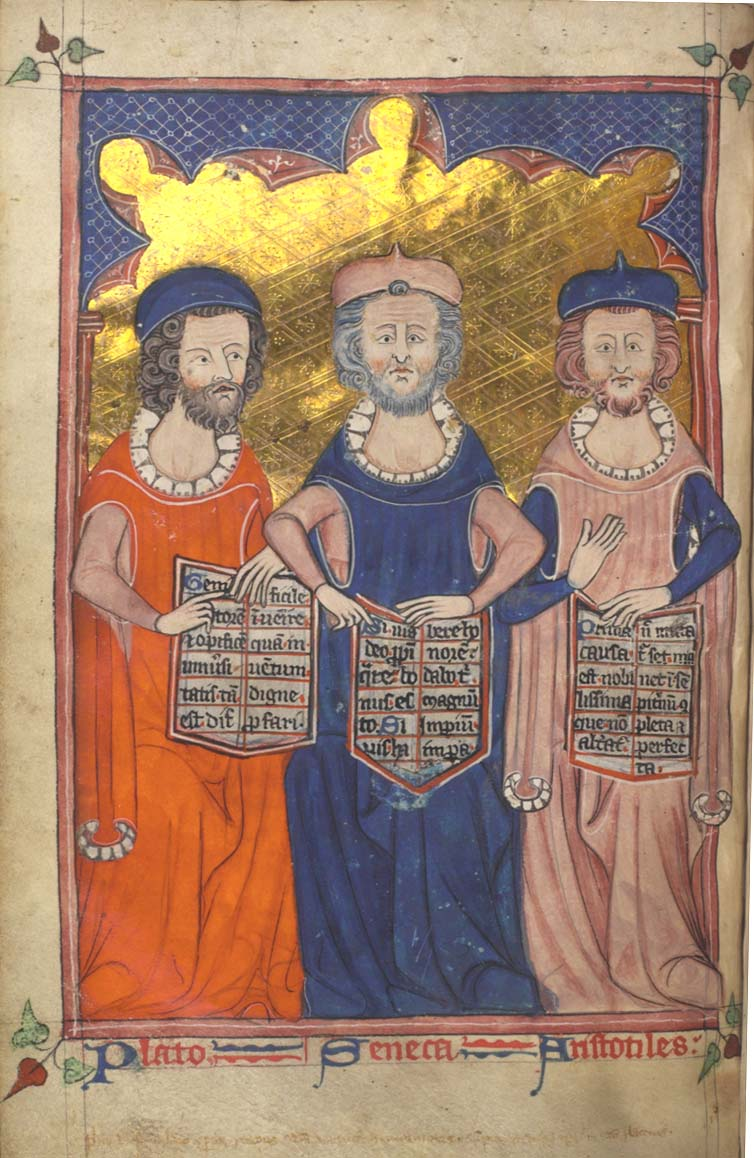
Seneca tussen Plato en Aristoteles, uit een middeleeuws manuscript Devotional and Philosophical Writings London: omstreeks 1325-1335 MS Hunter 231

Seneca is de enige Romeinse auteur van wie tragedies zijn overgeleverd. Deze staan wat apart binnen zijn oeuvre, en het is onduidelijk wanneer Seneca ze geschreven heeft: Grimal denkt vooral aan de periode van zijn verbanning op Corsica; Manfred Fuhrmann plaatst ze iets later omdat hij vermoedt dat ze geschreven zijn om Nero (die zich immers voor toneel en poëzie interesseerde) langs deze weg bekend te maken met stoïsche opvattingen. Men gaat ervan uit, dat deze tragedies toespelingen bevatten op politieke gebeurtenissen. Er is niets bekend over eventuele opvoeringen van deze stukken in Rome.
Het zijn aan de buitenkant gezien nabootsingen van de werken van de Griekse tragediedichters, maar Seneca heeft vooral belangstelling voor het gruwelijke, voor extreme levenssituaties, die ook werkelijk verbeeld worden op de scène, en niet slechts worden aangeduid (bv. middels het bericht van een bode). Hij laat de hevigste passies zien als drijfveer voor menselijk handelen, alsook wat de gevolgen hiervan zijn.
Het zijn respectievelijk de Hercules Furens, Agamemnon, Troades, Medea, Hercules Oetaeus, Phoenissae, Phaedra, Thyestes en de Oedipus. Hugo Claus heeft bewerkingen gemaakt van de laatste drie.
Behalve deze 'Griekse' tragedies is ons op naam van Seneca ook een 'Romeinse' tragedie, getiteld Octavia, overgeleverd. Dit is de enige volledig bewaard gebleven fabula praetexta uit de Latijnse literatuur. Ze heeft tot thema de ongelukkige ervaringen van Octavia met haar echtgenoot Nero, die haar onder invloed van Poppaea verstootte en de dood injoeg. Seneca is zelf een van de personages in het stuk. De ware auteur blijft onbekend; de meeste specialisten zijn van mening dat Seneca niet de auteur kan zijn.

### Satire
De Apocolocyntosis Divi Claudii, ook Ludus de morte Divi Claudii geheten (Spel over de dood van de vergoddelijkte Claudius) uit 54 na Chr. is een enigszins boosaardige maar levendige menippische satire (mengeling van proza en poëzie) over de belevenissen van keizer Claudius na zijn overlijden. De Apocolocyntosis maakt de wreedheid en het gestotter van Claudius belachelijk. Na een humoristische rechtszaak wordt Claudius veroordeeld tot eeuwig vergeefs dobbelen - een pekelzonde van hem - en naar de onderwereld afgevoerd. De auteur betoogt dat als zelfs een slechte keizer als Claudius vergoddelijkt kan worden, men het geloof in de goden ondermijnt. Velen zien tegenwoordig vooral de virtuositeit van de schrijver Seneca in dit werk, waaraan vroeger wel aanstoot werd genomen vanwege de inhoud: Seneca was door Claudius verbannen naar Corsica en nam wraak in deze satire. Maar Seneca was ook de auteur van de officiële lijkrede op diezelfde keizer Claudius. De tekst is onvolledig overgeleverd.

### Stijl
Seneca is zich zeer bewust van de taal die hij hanteert. Hij behandelt ook de problematiek van het vertalen van Griekse filosofische begrippen in het Latijn. Seneca's stijl heeft de Latijnse literatuur vernieuwd met zijn zeer levendige, gepointeerde stijl (reden waarom men hem vaak aantreft in bloemlezingen van citaten). Voor zijn hoofdwerk, de Brieven aan Lucilius, geldt dat velen het er over eens zijn dat men er niet te veel van achter elkaar dient te lezen, omdat zijn stijl anders gaat tegenstaan.
Max Pohlenz zegt dat Seneca zich weleens laat meeslepen door zijn eigen taalvirtuositeit, waardoor hier en daar inconsistenties optreden. Van Karl Büchner is de mooie kwalificatie polyfoon ter aanduiding van Seneca's werk. Ook hij signaleert de inconsistenties: "Seneca's weinig dogmatische denken is altijd op concrete situaties betrokken, hetgeen zijn elasticiteit verklaart, die soms op lyriek gaat lijken en niet zelden tegenspraken moet laten staan, hetgeen bij veel critici zelfs de indruk heeft gewekt van een sofistisch spel."
Een verklaring voor het feit, dat in sommige van de zogeheten 'Dialogi' weinig filosofische stringentie betracht wordt kan erin gelegen zijn dat deze werken primair bedoeld waren om voorgedragen te worden. Vandaar de herhalingen en retorische uitweidingen. Zie Eckhard Lefèvre:
Waren philosophische Schriften Senecas zur Rezitation bestimmt?.

## Receptie
Seneca is altijd veel gelezen. De vroege christelijke kerk en de kerkvaders waren hem gunstig gestemd. Tertullianus noemde hem "onze Seneca". Dante zette Seneca in het Limbo, het deel van het Inferno waar deugdzame antieke filosofen van voor Christus' geboorte de eeuwigheid moesten doorbrengen, omdat zij de genade van Christus misten. Erasmus heeft een uitgave van Seneca's werken verzorgd. Montaigne was een enthousiast lezer van zijn prozageschriften. Zijn tragedies zijn in Europa na de Renaissance velen tot inspiratie geweest, en hebben mogelijk meer invloed op het toneel gehad dan de werken van de Griekse treurspeldichters. Seneca de Jongere komt voor als figuur in Monteverdi's opera L'Incoronazione di Poppea.
Seneca heeft echter ook altijd vijanden gehad, mensen die in hem een hypocriet zagen en zijn werk niet konden waarderen. Lucius Cassius Dio (ca. 155-na 229) schreef:
Niet alleen daarin, maar ook in andere opzichten werd hij ontmaskerd als iemand die alles volkomen tegengesteld deed aan wat hij als filosoof beweerde. Want terwijl hij tirannie aan de kaak stelde, werd hij tirannenleraar, terwijl hij tekeer ging tegen hen die met despoten verkeerden, bleef hijzelf niet weg van het paleis. Terwijl hij vleiers verketterde, had hij voortdurende gepoogd bij Messalina en de ex-slaven van Claudius in de gunst te komen, zodat hij hun zelfs een geschrift [Troost voor Polybius] vanuit het eiland stuurde dat hun lof zong. Later verdoezelde hij het uit schaamte. Hij stelde de rijken aan de kaak, maar verwierf een bezit van 300 miljoen sestertiën. Hij keurde de weeldezucht van de anderen af, maar had vijfhonderd tafels van citroenhout met drie poten van ivoor en daarop liet hij spijzen opdienen.— Dio: Romeinse geschiedenis, boek 61 33.9, vertaling in Hooff (2010)
Sinds Michel Foucault in Le Souci de soi (1984) schreef over Seneca kwam er weer meer wetenschappelijke belangstelling voor Seneca en verschenen weer vele publicaties over hem.

## Voetnoten
1. ↑  Als sprake is van Seneca zonder meer, wordt altijd Lucius Annaeus Seneca bedoeld; zijn vader wordt ook wel Seneca Rhetor aangeduid.
2. ↑  In de 'autobiografische' brief 108, waarin hij ook zegt geen wijn te drinken.
3. ↑  Als aanleiding werd een beschuldiging tegen hem ingebracht als zou hij een verhouding hebben gehad met Julia Livilla, een zus van Caligula.
4. ↑  Ad Polybium De Consolatione.
5. ↑  Brief 64,8.
6. ↑  Brief 53.
7. ↑  Zie P. Calasanctius en B.A. van Proosdij: Seneca als woordkunstenaar, 2e deel van een schooluitgave. 5e druk, 1961.
8. ↑  Römische Literaturgeschichte. 5e druk, Stuttgart 1968. Blz. 422.
9. ↑  Brief 118,1.
10. ↑  Men heeft dan ook lang gedacht dat er twee Seneca's waren, één de auteur van de filosofische werken, één de treurspeldichter.
11. ↑  Zie zijn artikel: Les allusions à la vie politique de l'Empire dans les tragédies de Sénèque in: Comptes rendus de l'Académie des Insciptions et Belles-Letres, 1979, p. 205-200.
12. ↑  Zie Manfred Fuhrmann: Seneca & Kaiser Nero (Berlijn, 1997), 7e hoofdstuk Die Tragödien: Ein stoisches Weltgemälde
13. ↑  Apocolocyntosis is de door Dio Cassius (Romaïkè historia, boek 60, 35) aan dit werk gegeven titel.
14. ↑  Die Stoa, p. 304.
15. ↑  Römische Literaturgeschichte. 5e druk, Stuttgart 1968. Blz. 422: Die Formulierung (...) ist immer schrärfer, durchscheinender, bezugsreicher und polyphoner geworden, ohne daß die Sicherheit abgenommen hätte.
16. ↑  Moses Hadas. The Stoic Philosophy of Seneca, 1958. 1.
17. ↑  Zie voor een overzicht het lemma 'Seneca' van Katja Vogt in de Stanford Encyclopedia of Philosophy.